# Wohlsborn
Wohlsborn est une ancienne commune allemande de l'arrondissement du Pays-de-Weimar, Land de Thuringe.

## Géographie
|              | Sachsenhausen |                   |
| Großobringen | Wohlsborn     | Ilmtal-Weinstraße |
|              | Weimar        | Kromsdorf         |

## Histoire
Wohlsborn est mentionné pour la première fois en 1249.
Le 20 juillet 1944, un Boeing B-17 Flying Fortress américain est abattu par des obus antiaériens au-dessus de Wohlsborn. Les dix membres d'équipage s'échappent tous de l'avion, mais trois mourront ; l'un n'a pas eu son parachute qui s'est ouvert, un autre est abattu par un agriculteur et le dernier par le chef de district nazi Franz Hofmann. En 2001, une pierre commémorative est posée.